# Bahía de Matanzas (Cuba)
La Bahía de Matanzas o de las Matanzas es una bahía ubicada en la Provincia de Matanzas, en el occidente de Cuba. 
Posee una superficie aproximada de 35.8 km², un largo estimado de 14 km, un ancho de 7 km y una profundidad máxima de 185 m.

## Historia

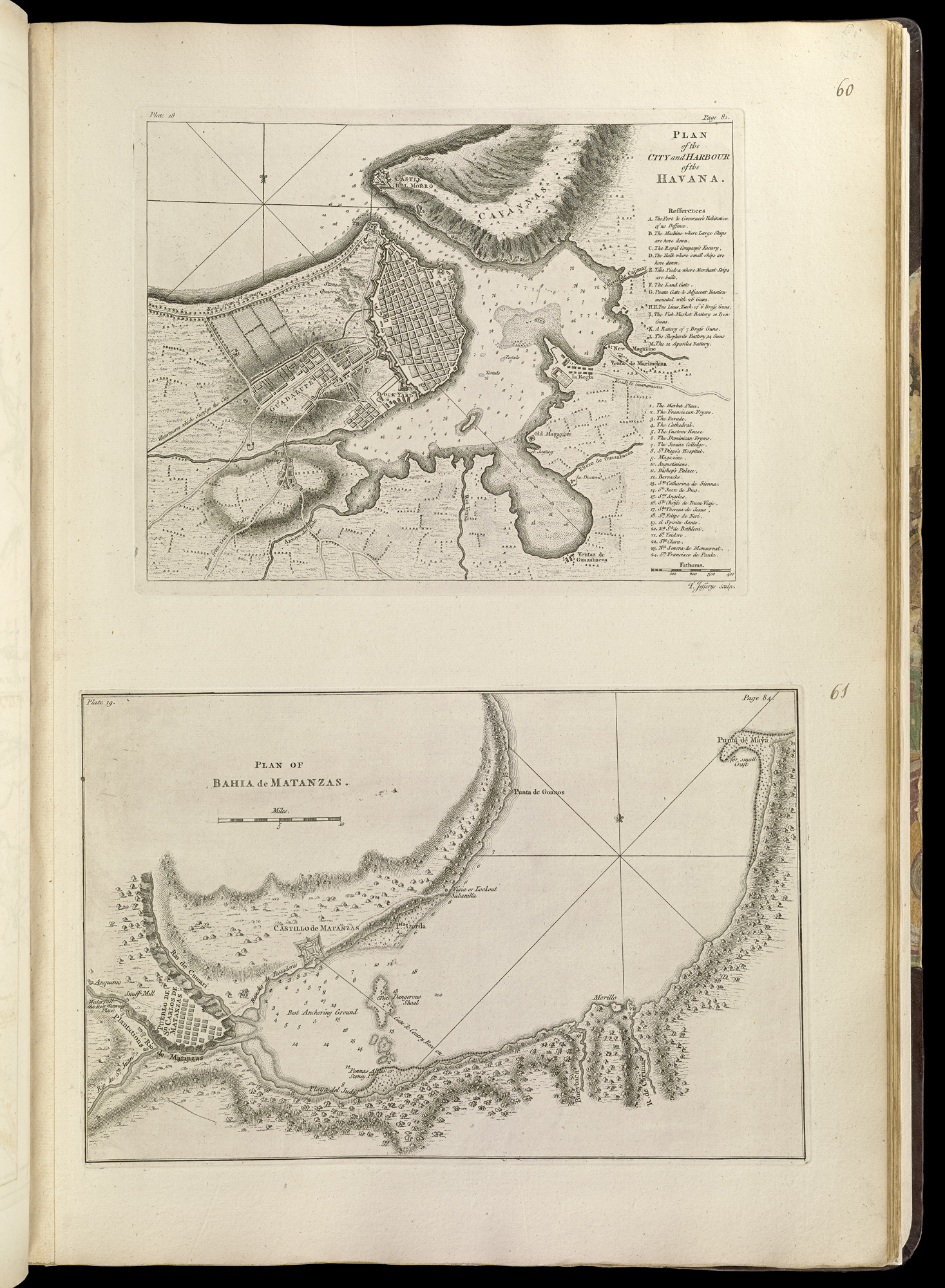
Plano de la Bahía de Matanzas de 1768

A la llegada de los conquistadores españoles, la zona estaba habitada por aborígenes cubanos, quienes la llamaban la "bahía de Canímar" o "Guanímar". 
Sin embargo, los indígenas masacraron a un pequeño grupo de españoles que intentaban cruzar la bahía, otorgándole a partir de entonces al lugar el nombre de «Bahía de las Matanzas».
En esta bahía tuvo lugar la Batalla de la Bahía de Matanzas en 1628, en el contexto de la Guerra de los Ochenta Años.